# Smyčka (železnice)

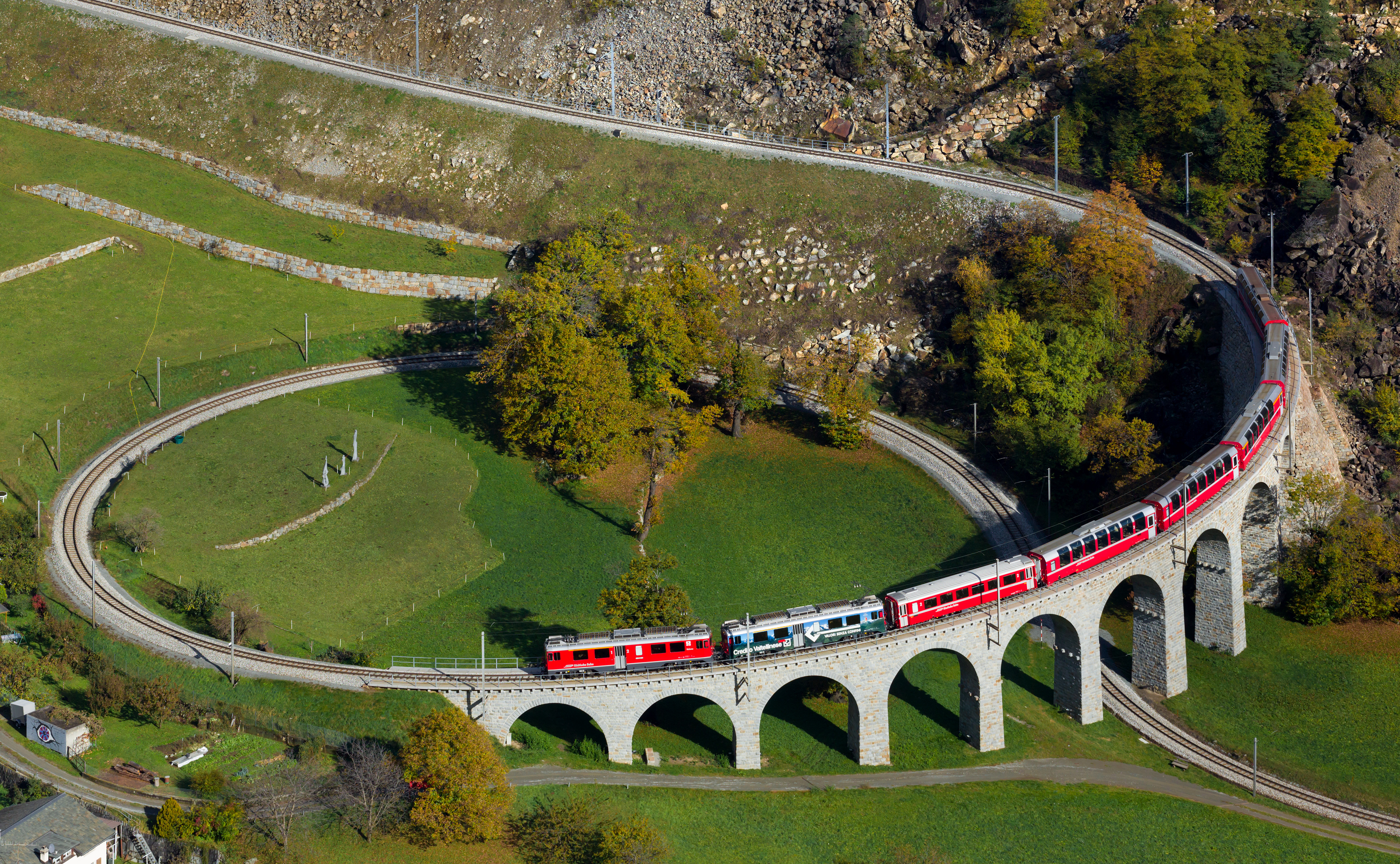
Kruhový viadukt Brusio na Rhétské dráze

Smyčka je atypicky provedené vedení železniční trati v krajině, hlavně v horském prostředí, kde je potřeba na co nejkratším úseku překonat výrazné převýšení. Trať se stáčí velkým obloukem (i několika oblouky) a překříží sama sebe navzájem (přesmykne se) v různé nadmořské výšce. Velmi často jsou tato křížení v tunelech (tzv. smyčkový tunel). Jednou z nejznámějších je smyčka vedená na kruhovém viaduktu u švýcarské obce Brusio na Berninské dráze (provozovatelem je Rhétská dráha).

## Smyčka jako obratiště
Pojem smyčka se v kolejové dopravě používá také pro typ ukončení (či rozvětvení) trati, kdy dráha opíše „smyčku“ (půlkruh) a připojí se sama na sebe v opačném směru. To umožňuje drážním vozidlům obrátit směr jízdy, aniž by musela vykonávat úvrať. Toto řešení je však prostorově i stavebně náročnější a používá se hlavně v tramvajové dopravě, která umožňuje ostřejší (a tedy méně rozlehlé) oblouky. V železniční dopravě se smyčky tohoto druhu vyskytují jen výjimečně, častěji se pro otočení vozidel používá prostorově úspornější triangl.